# Global Witness
Global Witness is een internationale NGO die werkt aan het verbreken van de noodlottige band tussen de exploitatie van natuurlijke hulpbronnen enerzijds, en conflicten, armoede, corruptie en mensenrechtenschendingen anderzijds. Nadien is ook de zorg om de gevolgen van de klimaatverandering op de voorgrond getreden.
Global Witness werd in 1993 opgericht, en heeft kantoren in Londen en Washington, D.C..
De organisatie kwam vooral in het nieuws door rapporten over moorden op, en intimidatie van milieu- en klimaatactivisten, die sedert 2012 worden gedocumenteerd.  De rapporten schetsen een grimmig beeld van het toenemende geweld, naarmate de klimaatcrisis toeneemt, tegen degenen die hun land en milieu trachten te beschermen. Zo vielen in 2020 minstens 227 dodelijke slachtoffers, opnieuw een record. Moordaanslagen waren er vooral in Colombia, Mexico en de Filipijnen, maar ook in andere landen in Congo (DRC), in Latijns-Amerika en Zuid-Azië waren milieubeschermers niet veilig.
Global Witness voerde campagnes rond computerbeveiliging, bossen, fossiele gassen,  maatschappelijk verantwoord ondernemen, land en milieu, en het beheer van natuurlijke hulpbronnen. In het verleden ging het ook over onder meer de rubberontginning in de Mekong, de houthandel, monitoring van ontbossing, conflictdiamanten, transparantie in de olie, gas en mijnbouw, landeigendom, en postbusbedrijven.